# 1 (motorväg, Nordmakedonien)
Väg 1 är en motorväg i Nordmakedonien som utgör en genväg förbi Skopje. Den används för trafik som går på den längre motorvägen på E75 i nord-sydlig riktning men som inte ska till Skopje då E75 går förbi denna stad. Motorväg 1 går istället som en genväg som i båda ändarna ansluter till E75. Motorvägen går öster om Skopje.